# Barjas
Barjas település Spanyolországban, León tartományban. Lakosainak száma 145 fő (2024).

## Földrajza
Barjas Vega de Valcarce, Trabadelo, Corullón, Oencia, Folgoso do Courel és Pedrafita do Cebreiro községekkel határos.

## Népesség
A település lakosságának változását az alábbi diagram mutatja:
| Lakosok száma | 392  | 365  | 313  | 279  | 232  | 203  | 189  | 190  | 157  | 145  |
|               | 2001 | 2004 | 2007 | 2009 | 2012 | 2014 | 2017 | 2019 | 2022 | 2024 |